# Río Esqueiro
Río Esqueiro este o arie protejată (arie specială de conservare — SAC, sit de importanță comunitară — SCI) din Spania întinsă pe o suprafață de 16,66 ha, integral pe uscat.

## Localizare
Centrul sitului Río Esqueiro este situat la coordonatele 43°33′52″N 6°13′31″W / 43.5644°N 6.2253°V.

## Înființare
Situl Río Esqueiro a fost declarat sit de importanță comunitară în mai 1999 pentru a proteja 5 specii de animale. Situl a fost protejat și ca arie specială de conservare în decembrie 2014.

## Biodiversitate
Situată în ecoregiunea atlantică, aria protejată conține 1 habitat natural: Păduri aluvionare cu Alnus glutinosa și Fraxinus excelsior (Alno-Padion, Alnion incanae, Salicion albae).
La baza desemnării sitului se află mai multe specii protejate:
- mamifere (1): vidră de râu (Lutra lutra)
- nevertebrate (3): Coenagrion mercuriale, Euplagia quadripunctaria, Margaritifera margaritifera
- pești (1): somonul (Salmo salar)